# 플레시부레성

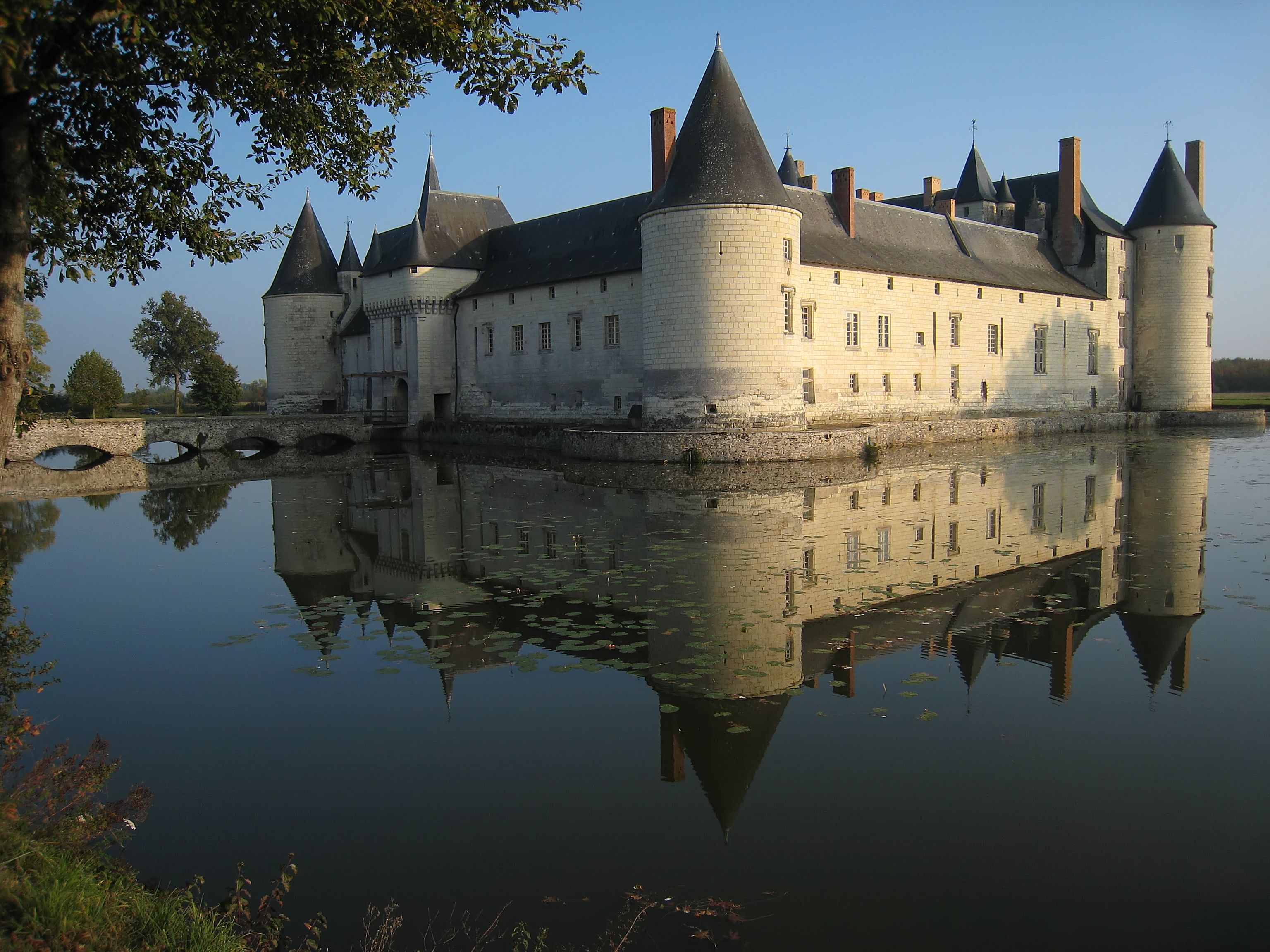
플레시부레 성

플레시부레성(프랑스어: Château du Plessis-Bourré)은 프랑스 멘에루아르주 에킬레에 위치한 성이다. 1468년과 1472년 사이에 루이 11세의 고문인 장 부레에 의해 건축되었으며, 1931년에 프랑스의 역사적 기념물로 분류되었다.
오늘날 플레시부레 성은 사베뵈프 가족에 의해 운영되며, 대중에게 개방된다.

## 같이 보기
- 프랑스의 성 목록